# Placca Charcot
La placca Charcot era un'antica placca tettonica della litosfera terrestre, costituita da un frammento della Placca di Phoenix. 

## Caratteristiche
La placca Charcot iniziò un movimento di subduzione al di sotto dell'Antartide Occidentale che si arrestò 83 milioni di anni fa, quando la placca si fuse con la Penisola antartica. 
Alcuni frammenti relitti della parte occidentale della placca Charcot si trovano nel Mare di Bellingshausen.